# 2021년 U리그
2021년 U리그는 2008년에 출범한, 대한민국의 대학축구리그인 U리그의 14번째 시즌이다.

## 참가 구단
1권역: 상지대, 송호대, 중원대, 한국골프대, 청주대, 한라대, 가톨릭관동대, 세경대
2권역: 동국대, 명지대, 서정대, 숭실대, 광운대, 경기대, 서울디지털대, 경희대
3권역: 인천대, 고려대, 서울대, 수원대, 사이버한국외대, 한양대, 국제사이버대, KC대
4권역: 순복음총회신학교, 동원대, 연세대, 예원예술대, 여주대, 한국열린사이버대, 용인대, 성균관대
5권역: 홍익대, 디지털서울문화예술대, 제주국제대, 단국대, 칼빈대, 선문대, 중앙대, 아주대
6권역: 신성대, 호원대, 건국대, 한남대, 강동대, 전주기전대, 세한대, 배재대
7권역: 원광대, 군장대, 호남대, 광주대, 전주대, 우석대, 동강대, 한일장신대
8권역: 목포과학대, 남부대, 조선이공대, 한려대, 초당대, 조선대, 동신대, 전남과학대
9권역: 위덕대, 동양대, 영남대, 문경대, 안동과학대, 대구예술대, 대신대
10권역: 구미대, 경일대, 동원과학기술대, 한국국제대, 김천대, 대구대, 대경대
11권역: 김해대, 동의대, 울산대, 동아대, 부산외국어대, 수성대, 가야대